# Boyardville
Boyardville est un village dépendant de la commune de Saint-Georges-d'Oléron, dans la partie orientale de l'île d'Oléron. Cette petite station balnéaire est également un port de pêche et de plaisance.
Le nom de Boyardville dérive du nom du banc de sable, la longe de Boyard, situé à quelques kilomètres au large. Ce nom vient du hollandais ban yaert. L'altération du mot hollandais a donné Boyard. Au début du chantier en 1803, le nom de Boyard-ville, comme cela s'écrivait à l'époque, s'est imposé puis il est devenu au milieu du 19e siècle Boyardville. Boyardville était le camp de base où étaient entreposés les matériaux destinés à la construction du fort, et implantés les baraquements des ouvriers qui travaillaient sur ce chantier. Voir à ce sujet l'ouvrage complet de Philippe Lafon Fort Boyard, un défi à l'océan.

## Géographie
Boyardville se situe dans la partie centrale de l'île d'Oléron, dans le centre-ouest du département de la Charente-Maritime. Appartenant au midi de la France — on parle plus précisément de « midi atlantique », au cœur de l'arc atlantique, elle peut être rattachée à deux grands ensembles géographiques, le Grand Ouest français et le Grand Sud-Ouest français.
Le village est bordé au nord par le massif forestier des Saumonards et au sud par l'anse de la Perrotine, où vient se jeter le chenal du même nom. Cette station balnéaire peut compter sur deux vastes plages bordées de dunes (plages de Boyardville et des Saumonards), sur un plan d'eau et sur un port de plaisance de 200 anneaux. Les quais, bordés de maisons basses traditionnelles, accueillent restaurants, boutiques et quelques artisans. Depuis la jetée de Boyardville, la vue porte sur Fort Boyard, l'île d'Aix, Fouras, Le Château d'Oléron et par temps clair, l'île de Ré et La Rochelle.
Au sud, le site de Fort-Royer possède une plage paisible ainsi que des parcs à huîtres appartenant au bassin ostréicole de Marennes-Oléron. Les huîtres, qui prennent une teinte vert-bleu dans des bassins d'affinage (ou « claires ») sont ensuite convoyées par des petites embarcations, les plates.
En 1998, un marais salant a été remis en activité. Cette industrie, autrefois florissante, a assuré la prospérité de l'île pendant plusieurs siècles.
Des liaisons maritimes relient Boyardville et le port de La Rochelle par bateau en 50 minutes entre le mois d'avril et d'octobre.

## Climat
Le climat est de type océanique aquitain : la pluviométrie est relativement élevée en automne et en hiver et les hivers sont doux. L'été reste tempéré grâce à la brise marine. Deux vents venant de l'océan, le noroît et le suroît, soufflent sur les côtes du département. L'ensoleillement de la côte charentaise est très important : avec 2 250 heures par an, il est comparable à celui que connaît une partie de la côte méditerranéenne.

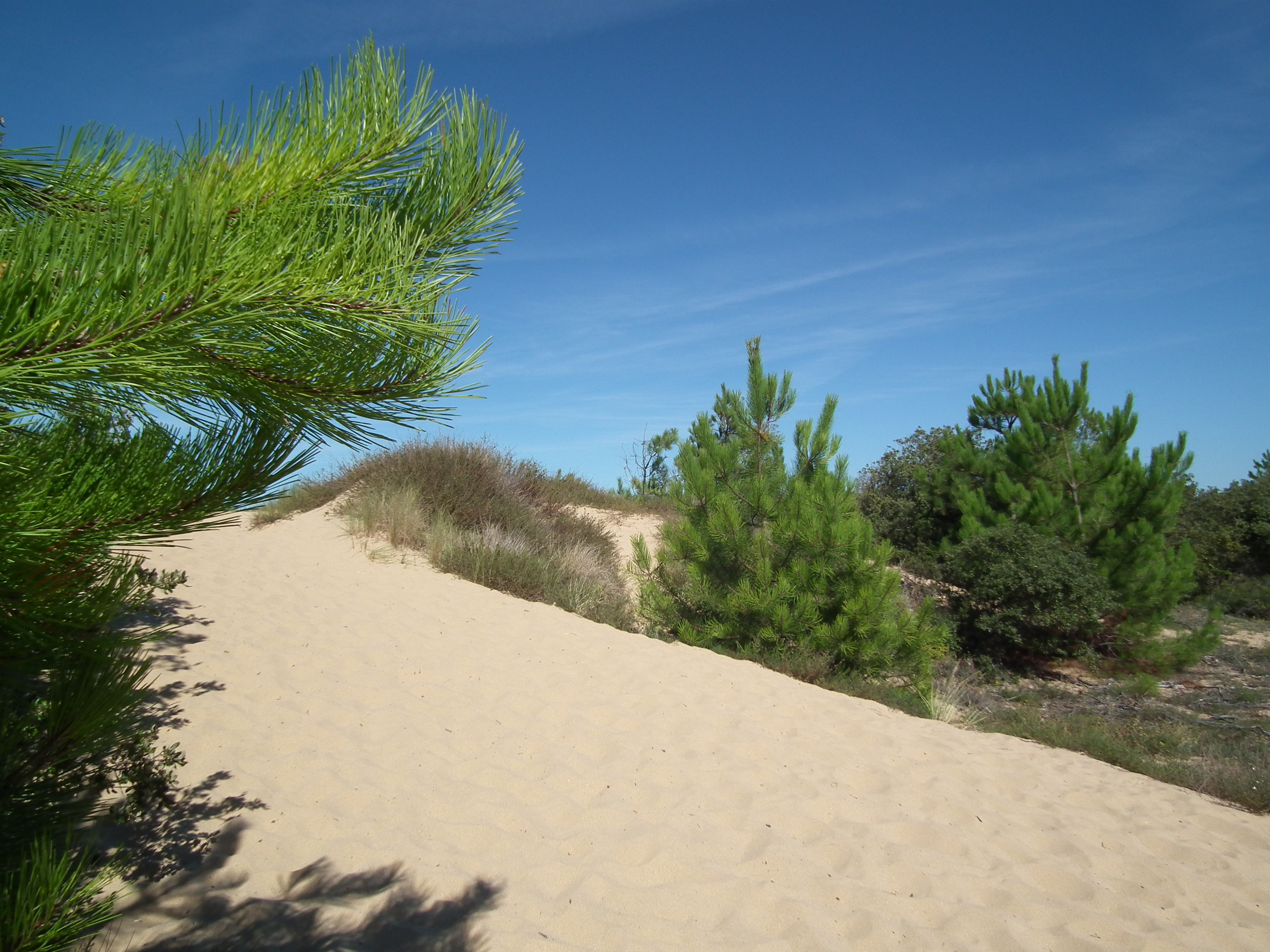
Dunes dans la forêt de Boyardville.

Les relevés de la station météorologique de La Rochelle entre 1946 et 2000 permettent de déterminer quelques dates majeures au point de vue climatique en Charente-Maritime : ainsi, au cours de cette période, la température la plus froide est relevée le 15 février 1956 : −13,6 °C. 
Un pic de température (dépassé seulement au cours de la canicule de 2003) est atteint le 8 juillet 1982 avec près de 39 °C à l'ombre. 
Si 1953 est considérée comme l'année la plus sèche, 2000 est au contraire la plus pluvieuse.
La Charente-Maritime est le département français le plus durement touché par la tempête Martin du 27 décembre 1999. Les records nationaux de vents enregistrés sont atteints avec 198 km/h au nord de l'île d'Oléron (station de la pointe de Chassiron).
D'importants dégâts matériels sont relevés dans le bourg (chute d'arbres, toitures arrachées, cabanes ostréicoles détruites, réseaux électriques et téléphoniques endommagés, infrastructures routières coupées).
Un an après le passage de la tempête Klaus (janvier 2009), le bourg est sévèrement touché par la tempête Xynthia (février 2010). Des rafales de vent atteignant les 140 km/h sont relevées sur l'île.

### Données générales
| Ville             | Ensoleillement · (h/an) | Pluie · (mm/an) | Neige · (j/an) | Orage · (j/an) | Brouillard · (j/an) |
| ----------------- | ----------------------- | --------------- | -------------- | -------------- | ------------------- |
| Médiane nationale | 1 852                   | 835             | 16             | 25             | 50                  |
| Boyardville       | 2250                    | 755             | 4              | 13             | 26                  |
| Paris             | 1 717                   | 634             | 13             | 20             | 26                  |
| Nice              | 2 760                   | 791             | 1              | 28             | 2                   |
| Strasbourg        | 1 747                   | 636             | 26             | 28             | 69                  |
| Brest             | 1 555                   | 1 230           | 6              | 12             | 78                  |
| Bordeaux          | 2 070                   | 987             | 3              | 32             | 78                  |

| Mois                              | jan. | fév. | mars | avril | mai  | juin | jui. | août | sep. | oct. | nov. | déc. | année |
| --------------------------------- | ---- | ---- | ---- | ----- | ---- | ---- | ---- | ---- | ---- | ---- | ---- | ---- | ----- |
| Température minimale moyenne (°C) | 3,4  | 2,8  | 5,4  | 7,4   | 10,7 | 13,7 | 15,8 | 15,7 | 13,7 | 10,5 | 6,3  | 3,9  | 9,2   |
| Température moyenne (°C)          | 5,9  | 6,9  | 8,7  | 11,1  | 14,3 | 17,5 | 19,8 | 19,6 | 17,8 | 14,2 | 9,4  | 6,6  | 12,7  |
| Température maximale moyenne (°C) | 8,5  | 9,9  | 12,1 | 14,7  | 17,9 | 21,3 | 23,8 | 23,5 | 21,8 | 18   | 12,6 | 9,2  | 16,1  |
| Ensoleillement (h)                | 84   | 111  | 174  | 212   | 239  | 272  | 305  | 277  | 218  | 167  | 107  | 85   | 2 250 |
| Précipitations (mm)               | 82,5 | 66,1 | 57   | 52,7  | 61,1 | 42,9 | 35,1 | 46,4 | 56,5 | 81,6 | 91,8 | 81,8 | 755,3 |

## Histoire

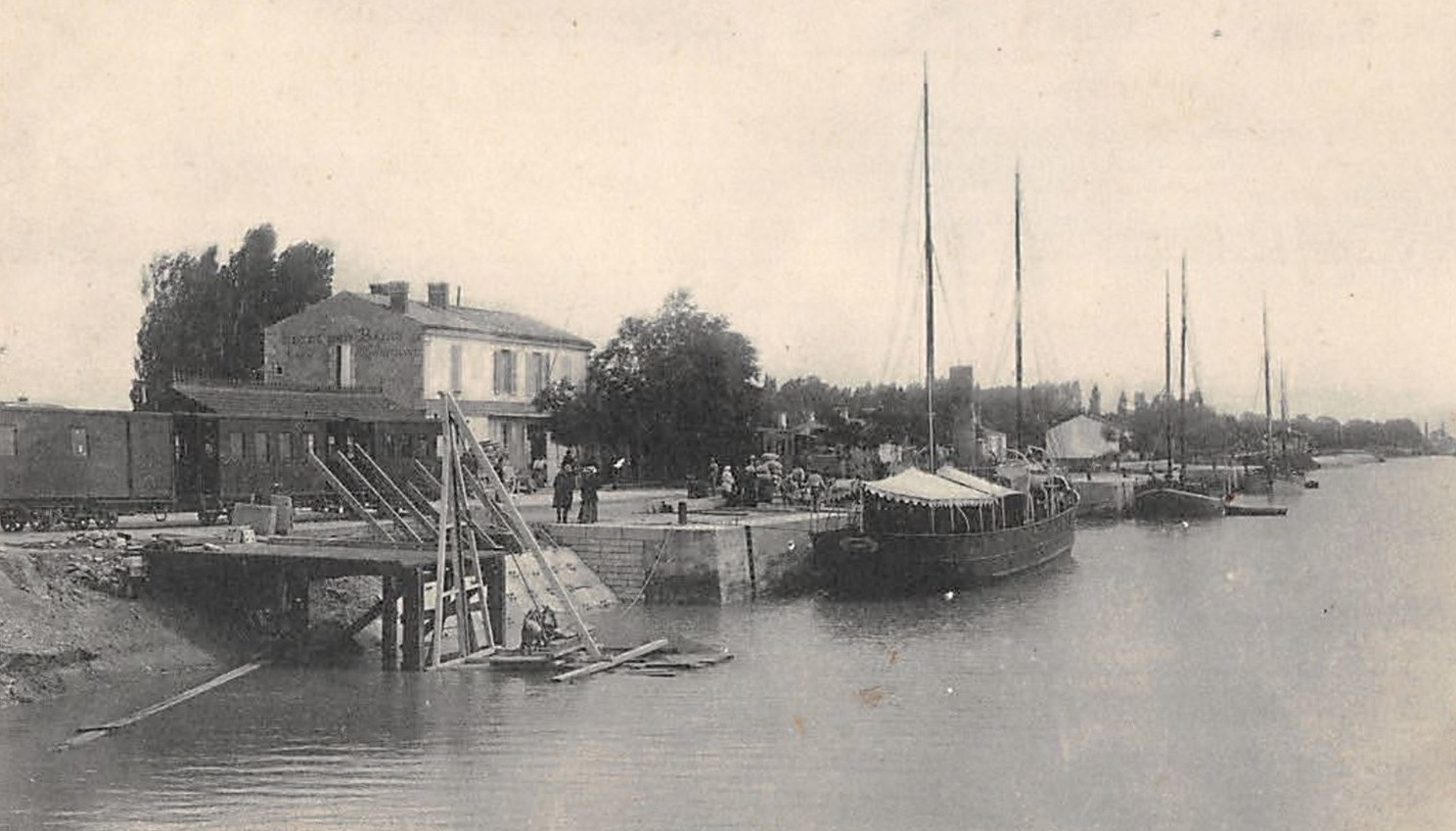
L'ancien tramway à Boyardville vers 1910.

L'histoire de ce village insulaire est directement lié à la construction du fort Boyard. Avant il n'y avait que des montagnes de sable. Le village commence à se développer au moment des grands travaux de fortification du pertuis, dont le Fort Boyard reste l'exemple le plus célèbre. Sur terre, la tour-modèle de Boyardville accueille une petite garnison, puis une école de torpilles, une unité de la Marine nationale.

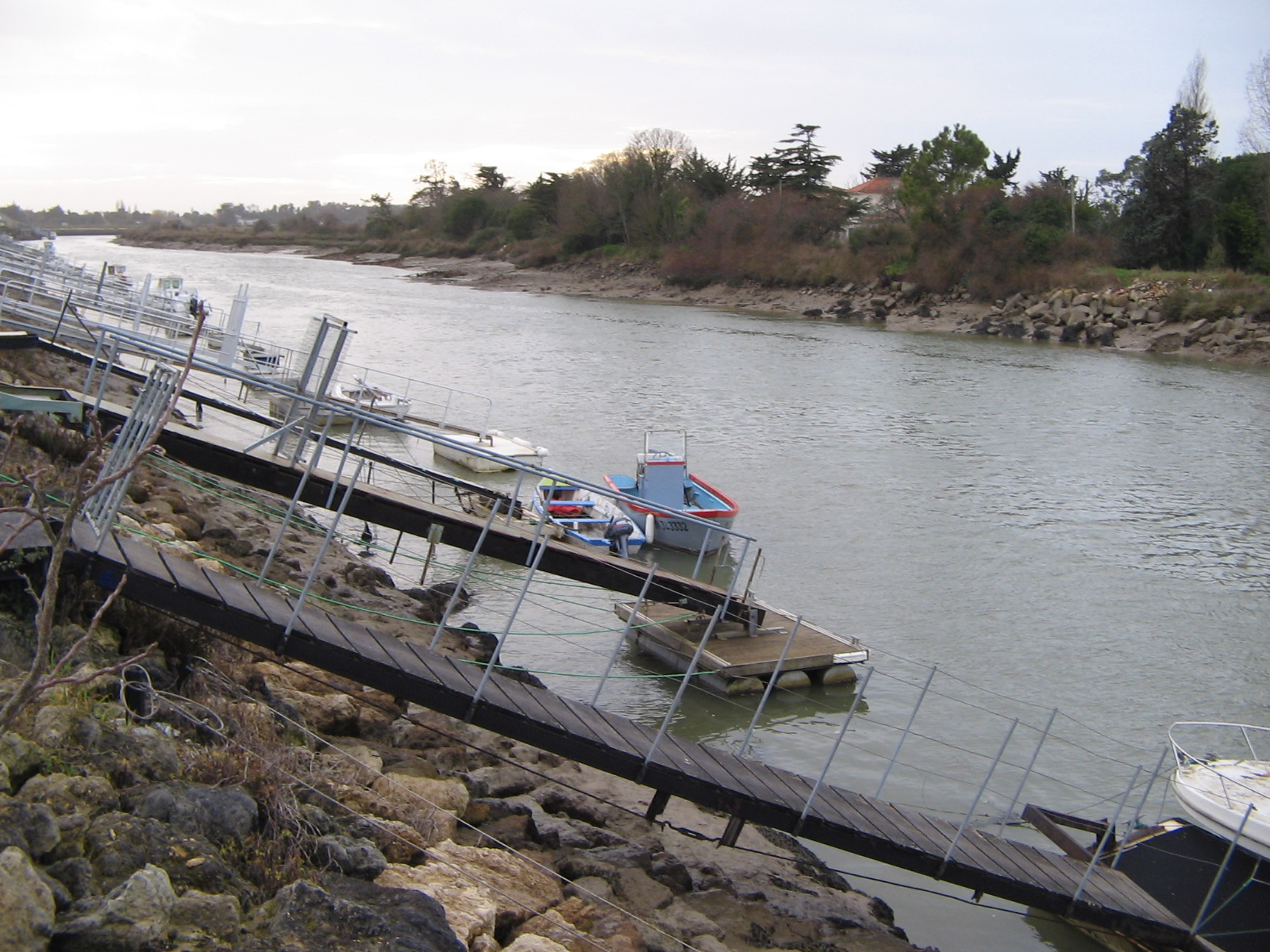
Le chenal de La Perrotine à Boyardville

Le village a longtemps été un port de marchandises important, par lequel transitaient par bateau, avant la construction du pont d'Oléron, les marchandises en provenance et à destination de l'île. En 1904 le tracé du chemin de fer de l'île d'Oléron fait un embranchement spécifique entre Sauzelle et Boyardville. Les marchandises transbordées sur le tramway à vapeur desservaient les villages l'île du nord au sud. L'ancienne gare est toujours visible sur la route de Sauzelle.
Boyarville est sérieusement frappée par deux tempêtes majeures au cours des dernières décennies : la tempête Martin (dite « tempête du siècle ») de décembre 1999, durant laquelle des rafales de vent frôlant les 200 km/h sont enregistrées (station météo de Chassiron), et la tempête Xynthia de février 2010, qui provoque une forte submersion marine. La rupture d'une digue provoque d'importantes inondations dans une grande partie du quartier. De nombreuses maisons sont envahies par les eaux et la plupart des routes sont coupées.
Une femme de 88 ans est retrouvée morte, victime d'une crise cardiaque à la suite de la brusque montée des eaux. Après la catastrophe, l'état décide de raser 155 maisons du village, comprises dans des « Zones noires » rapidement contestées par une partie des propriétaires, regroupés dans l'Association pour la sauvegarde du site de Boyardville.
En réaction aux événements qui ont suivi la tempête Xynthia, un vote prévoyant de manière symbolique « l'indépendance » du village a été organisé. 300 personnes se sont présentées à ce scrutin et 96 % de ces votants ont voté la création d'un « État libre de la République du Boyard », mesure symbolique visant à attirer l'attention des pouvoirs publics sur les destructions de maisons situées dans les zones sinistrées ou susceptibles de l'être à l'avenir.

## Langue saintongeaise

Aire linguistique du Saintongeais

Le bourg de Boyardville est située dans l'aire linguistique du saintongeais, un dialecte faisant partie de la famille des langues d’oïl, branche des langues romanes, qui comprend également le français, l’angevin le picard et le poitevin avec lequel il est souvent regroupé dans un domaine plus vaste, le poitevin-saintongeais.
Le saintongeais  (saintonjhais) est la langue vernaculaire parlée dans les anciennes provinces d'Aunis, Saintonge et Angoumois. On l’appelle aussi le charentais ou encore le patois charentais. Les locuteurs sont dits « patoisants ».
Le saintongeais a fortement influencé l’acadien et en conséquence, par ricochet, le cadien ; quant au québécois, il a été influencé par les parlers tels que le normand, le francien et le saintongeais.
La langue saintongeaise présente de nombreux traits communs avec des langues telles que le cadien ou l'acadien, ce qui s'explique par les origines saintongeaises d'une partie des émigrants vers la Nouvelle-France au XVIIe siècle.